# The Occult Files of Dr Spektor
The Occult Files of Dr Spektor est une revue de comics publiée par l'éditeur Gold Key de mars 1973 à février 1977 sur 24 numéros.

## Le principe de la série
Surfant sur une formule déjà rodée avec notamment Boris Karloff Tales of Mystery ou Twilight Zone, Gold Key propose une revue de 36 pages comprenant assez souvent deux histoires complètes et dans lesquels le Dr Spektor, spécialiste de l'occulte, raconte une de ses aventures ou bien assure la présentation et la conclusion d'un dossier tiers.

La série s'inscrit en pleine période horror revival qui part de la fin des années 60 et qui sur un peu moins de 10 ans a vu une nouvelle floraison de titres d'horreur. Le relatif desserrement du Comics Code Authority permit notamment de publier des histoires de vampires ou de zombies, ce qui était formellement interdit au moment de l'instauration du code.
DC Comics en a profité pour lancer ou relancer sur cette période une douzaine de titres, à peu près autant chez Charlton Comics, près de deux douzaines (souvent éphémères) chez Marvel et même 2 revues à la vie très brève chez Red Circle Comics, une division de Archie Comics groupe pourtant peu versé dans le genre. 

## La revue
Dans sa construction initiale la revue propose deux aventures l'une est vécue par Adam Spektor, le héros, l'autre est présentée et racontée par lui. La première histoire tourne entre 16 et 18 pages tandis que la seconde fait entre 6 et 8 pages.
Si Adam Spektor n'intervient pas dans le second récit, on retrouve assez souvent des personnages communs comme le baron Tibor ou Simbar, l'homme lion par exemple.
À partir du #12 de la revue, cette seconde partie sera abandonnée au profit d'une aventure plus longue du principal héros.

## Les personnages
Adam Spektor : le héros de la série n'est pas doté de pouvoirs supra-normaux Véritable cœur d'artichaut il est bien sûr amoureux de son assistante la délicieuse Lakota Rainflower mais également de Kareena, une de ses ennemies, ou encore Lu-Sai.

Lakota Rainflower : l'assistante du Dr Spektor. Toujours présente, cette princesse sioux lasse de courir des dangers (et sans doute aussi de voir son patron embrasser d'autres femmes qu'elle !) finira par claquer la porte à la fin du #22. Sa présence dans les deux derniers numéros n'est qu'anecdotique.

Elliot Kane : Ce médium afro-américain est l'un des amis de Spektor. Il le tirera d'ailleurs de quelques mauvais pas mais ce bon docteur lui rend également la pareille. Présence dans les numéros 4/11/12/13/14/15/21/22 ainsi que dans la deuxième histoire (sans Spektor) du #8;

Cindy Bask : La girl friend d’Elliot. Présente dans les #11/14/21/22.

Lu-Sai : Une des conquêtes du Dr Spektor (#12/24)

Simbar : L'homme-lion qui à la demande d'Eliot sauvera Adam Spektor dans le #13. On le retrouve également comme seul protagoniste dans les #6/9.

Anne Sara : cousine d’Adam Spektor qu’il vient sauver en Angleterre d’un danger de mort (#17/18/19/20/22).

Baron Tibor : D'abord ennemi du Dr puis son ami, s'est vu inoculer le virus du vampirisme. (#1/8/15 et dans la deuxième partie du #11)

Ra-Ka-Tep : L'infernale momie qui cherche à détruire le Dr (#3/10/20)

Kareena : Implacable ennemie mais néanmoins amoureuse ce qui rend leurs confrontations ambiguës (#9/14/23).

Dr Solar : #14. L'un des multiples cross-overs de la série, le plus significatif aussi.

## Publications
Dr Spektor acteur de l’aventure.

### Mystery Comics Digest
- #10 The Literary Genius-10 planches (Don Glut / Dan Spiegle)
- #11 The Lieutenant's Coming Home  -6 planches (Don Glut / Dan Spiegle)
- #12 Hearts And Flowers -8 planches (Don Glut / Dan Spiegle)
- #21 Drummer Man -8 planches (Don Glut / Dan Spiegle)

### The Occult Files of Dr Spektor
- #1 Cult of the Vampire -25 planches (Don Glut / Jesse Santos)
- #2 The Thing That Howled -13 planches (Don Glut / Jesse Santos)
- #3 The Mummy’s Soul -16 planches (Don Glut / Jesse Santos)
- #4 Seance at Spektor Manor -16 planches (Don Glut / Jesse Santos)
- #5 Dr Spektor and Mr Hyde -18 planches (Don Glut / Jesse Santos)
- #6 The Dungeons of Frankenstein -18 planches (Don Glut / Jesse Santos)
- #7 Night of the Living Bones -18 planches (Don Glut / Jesse Santos)
- #8 Dracula's Vampire Legion -18 planches (Don Glut / Jesse Santos)
- #9 She Who Serves The Dark GoDr Spektor -18 planches (Don Glut / Jesse Santos)
- #10 The Return of Ra-Ka-Tep -18 planches (Don Glut / Jesse Santos)
- #11 I...Werewolf -18 planches (Don Glut / Jesse Santos)
- #12 Beauty and the Beasts -25 planches (Don Glut / Jesse Santos)
- #13 A Bullet for Adam-25 planches (Don Glut / Jesse Santos)
- #14 The Night Lakota Died -25 planches (Don Glut / Jesse Santos)
- #15 The Brain of Xorkon -25 planches (Don Glut / Jesse Santos)
- #16 The Barbarian and the Brain -25 planches (Don Glut / Jesse Santos)
- #17 Bride of the Walking Dead -25 planches (Don Glut / Jesse Santos)
- #18 Masque Macabre -23 planches (Don Glut / Jesse Santos)
- #19 Loch of the Leviathan -23 planches (Don Glut / Jesse Santos)
- #20 Judgement in the Afterworld -22 planches (Don Glut / Jesse Santos)
- #21 A Lurker Stalks The Swamp -22 planches (Don Glut / Jesse Santos) adaptation d’une histoire parue dans le #7 de Mystery Comics Digest par les mêmes auteurs.
- #22 Night of the Owl -22 planches (Don Glut / Jesse Santos)
- #23 Where Mortals Fear to Tread -22 planches (Don Glut / Jesse Santos)
- #24 Dragon Fire -22 planches (Don Glut / Jesse Santos)

Dr Spektor narrateur de l’aventure

### Mystery Comics Digest (Dr Spektor narrateur)
- #5 Of Inhuman Bondage -10 planches (Don Glut / Dan Spiegle)

### The Occult Files of Dr Spektor (Dr Spektor narrateur)
- #2 The Painter of Doom -12 planches (Don Glut / Jesse Santos)
- #3 A Weird New World for Joe Matucha -9 planches (Don Glut / Jesse Santos)
- #4 Death Between Floors -9 planches (Don Glut / Jesse Santos)
- #5 Little Ol’ Coffin Maker -7 planches (Don Glut / Jesse Santos)
- #6 The Temple of the Lion -7 planches (Don Glut / Jesse Santos)
- #7 Burial at Fallen Leaf -7 planches (Don Glut / Jesse Santos) avec Lakota Rainflower comme héroïne.
- #8 Beware...The Beasts! -7 planches (Don Glut / Jesse Santos)
- #9 The Pit -6 planches (Don Glut / Jesse Santos)
- #10 When Gods Collide -7 planches (Don Glut / Jesse Santos)
- #11 Of Bats and Men -7 planches (Don Glut / Jesse Santos)

## Les développements ultérieurs
En mai 1975, Gold Key publia Dr Spektor Presents Spine-Tingling Tales consistant dans la reprise d'histoires du même genre parues dans des revues du groupe telles Boris Karloff Mystery Tales, Mystery Comics Digest, Ripley's Believe It Or Not, etc.
Depuis 2010, Dark Horse Comics a entrepris la réédition de la revue sous forme d'albums cartonnés sous jaquette.

## Intérêt de la série
Don Glut n'est sans doute pas le scénariste du siècle, ni Jesse Santos le dessinateur le plus inventif. Si aucune histoire ne mérite la renommée, la série trouve son intérêt comme l'un des multiples témoignages de la dilection des anglo-saxons pour les dark detectives ou supranatural sleuths qui de Jules de Grandin à Norton Vyse en passant par John Silence font partie de leurs univers fantastiques.